# Ciceu-Giurgești (gmina)
Ciceu-Giurgești – gmina w Rumunii, w okręgu Bistrița-Năsăud. Obejmuje miejscowości Ciceu-Giurgești i Dumbrăveni. W 2011 roku liczyła 1505 mieszkańców.